# Prokop Jan Lipski
Prokop Jan Lipski herbu Grabie – kasztelan rogoziński w latach 1717–1727, stolnik poznański w latach 1710–1717, stolnik wschowski w latach 1688–1703, pisarz grodzki poznański.
Poseł sejmiku średzkiego na sejm nadzwyczajny 1688/1689 roku, sejm nadzwyczajny 1693 roku, sejm 1695 roku. Sędzia kapturowy sądu grodzkiego poznańskiego w 1696 roku. Był elektorem Augusta II Mocnego w 1697 roku z województwa kaliskiego, jako deputat z województwa poznańskiego podpisał jego pacta conventa. Poseł na sejm pacyfikacyjny 1699 roku z województwa poznańskiego. 